# Tirronsaari
Tirronsaari är en ö i Finland. Den ligger i sjön Maaninkajärvi och i kommunen Kuopio i den ekonomiska regionen  Kuopio ekonomiska region  och landskapet Norra Savolax, i den centrala delen av landet, 400 km norr om huvudstaden Helsingfors. Öns area är 0,4 hektar och dess största längd är 90 meter i sydöst-nordvästlig riktning.